# Jämtlands östra domsagas tingslag
Jämtlands östra domsagas tingslag var ett tingslag i Jämtlands län.  Tingslagets område var beläget i den sydöstra delen av landskapet Jämtland i de nuvarande kommunerna Berg, Bräcke, Ragunda och Östersund. År 1949 hade tingslaget 32 666 invånare på en yta om 7 621,67 km², varav 6 935 km² land. Tingsställen låg i Östersund och Ragunda. 
Jämtlands östra domsagas tingslag bildades år 1948 genom en sammanslagning mellan Ragunda tingslag och Revsunds, Brunflo och Näs tingslag. Tingslaget upphörde 1971 och delarna övergick till Jämtbygdens domsaga (Bräcke och Ragunda kommuner) som 1984 uppgick i Östersunds domsaga, till Svegs domsaga (Bergs kommun) som 2004 uppgick i Östersunds domsaga dit redan 1971 Östersunds kommun övergick.
Jämtlands östra domsagas tingslag ingick Jämtlands östra domsaga bildad 1879.

## Socknar
Jämtland östra domsagas tingslag omfattade 16 socknar.

Hörde före 1948 till Ragunda tingslag
- Borgvattnets socken
- Fors socken
- Hällesjö socken
- Håsjö socken
- Ragunda socken
- Stuguns socken

Hörde före 1948 till Revsunds, Brunflo och Näs tingslag
- Bodsjö socken
- Brunflo socken
- Bräcke socken
- Hackås socken
- Lockne socken
- Marieby socken
- Nyhems socken
- Näs socken
- Revsunds socken
- Sundsjö socken

## Ingående kommuner (från 1952)
- Brunflo landskommun
- Bräcke landskommun
- Fors landskommun
- Hackås landskommun
- Kälarne landskommun
- Ragunda landskommun
- Revsunds landskommun
- Stuguns landskommun